# David Chung (remero)
David Chung es un deportista británico que compitió en remo como timonel. Ganó una medalla de bronce en el Campeonato Mundial de Remo de 1997, en la prueba de cuatro con timonel.

## Palmarés internacional
| Campeonato Mundial | Campeonato Mundial     | Campeonato Mundial | Campeonato Mundial |
| Año                | Lugar                  | Medalla            | Prueba             |
| ------------------ | ---------------------- | ------------------ | ------------------ |
| 1997               | Aiguebelette (Francia) | Medalla de bronce  | Cuatro con timonel |